# Николас, Питер
Питер Николас (англ. Peter Nicholas; род. 10 ноября 1959 года, Ньюпорт, Уэльс) — бывший валлийский профессиональный футболист, ныне тренер. Сыграл 73 матча за сборную Уэльса.

## Карьера
Первым профессиональным клубом Николаса в карьере стал «Кристал Пэлас», в составе которого он начал играть в 1976 году. На Селхерст Парк он провёл пять сезонов, в сезоне 1978/79 выиграв первенство Второго дивизиона. В том же сезоне он дебютировал в составе сборной Уэльса. Начинал выступления на позиции защитника, но затем стал играть ближе к центру поля.
В марте 1981 года Николас перешёл в лондонский «Арсенал», где сразу закрепился в основном составе. Сумма трансфера составила 500 000 £. В сезоне 1981/82 он провёл за клуб 41 матч, а также стал капитаном сборной. В сезоне 1982/83 несколько раз получал травмы и стал выпадать из основной обоймы.
Желая играть постоянно, в августе 1983 года Николас возвращается в «Кристал Пэлас». Сначала в аренду, затем его трансфер был выкуплен за 150 000 £. Второе пришествие в клуб оказалось не очень удачным и, в 1985 году, он перешёл в «Лутон Таун». В его составе он провёл более 100 игр и оставил свой след в истории команды.
В 1987 году Николас перешёл в шотландский «Абердин» за 350 000 £. В его составе в сезоне 1987/88 дошёл до финала Кубка Лиги, где в серии пенальти уступил «Рейнджерс».
Позднее оказался в «Челси». В составе лондонцев в сезоне 1988/89 второй раз в карьере выиграл чемпионат Второго дивизиона. Завершил карьеру в 1993 году в футболке «Уотфорда».
Тренерскую карьеру начал в системе «Челси». Затем работал с молодёжью в «Брентфорде» и «Кристал Пэлас». Затем занял пост ассистента менеджера в «Пэлас». В 2000 году возглавил «Барри Таун», с которым выиграл чемпионат Уэльса сезона 2000/01.
С 2002 по 2004 возглавлял «Ньюпорт Каунти», с которым в 2003 году дошёл до финала Кубка Футбольной ассоциации Уэльса.
С августа 2005 по апрель 2009 года был главным тренером «Лланелли Таун», в сезоне 2007/08 клуб под его руководством выиграл чемпионат Уэльса.